# Ilha do Espírito Santo
Ilha do Espírito Santo är en ö i Brasilien.   Den ligger i delstaten Espírito Santo, i den sydöstra delen av landet, 900 km sydost om huvudstaden Brasília. Arean är 93 kvadratkilometer.